# Sankt Georgen am Walde
Sankt Georgen am Walde je městys v rakouské spolkové zemi Horní Rakousy v okrese Perg.
K 1. lednu 2015 zde žilo 2 047 obyvatel.